# Lédignan
Lédignan est une commune française située dans le centre du département du Gard en région Occitanie. Ancien chef-lieu de canton, elle est membre de la Communauté de communes du Piémont Cévenol.
Exposée à un climat méditerranéen, elle est drainée par le ruisseau de Bay, l'Allarenque.
Lédignan est une commune rurale qui compte 1 520 habitants en 2022, après avoir connu une forte hausse de la population depuis 1968.  Elle fait partie de l'aire d'attraction de Nîmes. Ses habitants sont appelés les Lédignanais ou  Lédignanaises.

## Géographie

### Localisation
Cette commune du Gard se trouve entre les garrigues nîmoises et les Cévennes.

### Hydrographie et relief
Le village est articulé autour d'une crête Est/Ouest avec au Nord une plaine haute et au Sud une plaine basse, son point haut culmine à environ 150 m.
Le Ruisseau du Bay est un ruisseau non-permanent qui traverse à l'Est et au Sud le territoire communal, il fait partie du bassin versant du fleuve Le Vidourle. Un autre cours d'eau également non-permanent, l'Allarenque, contourne le village à l' Est avant l'aller se jeter dans le Gardon d'Anduze.
Seule une petite partie d'un ruisseau, au Nord de la commune, hors de la zone urbanisée, est concerné par le Plan de prévention du risque inondation (PPRI)La commune est proche du parc national des Cévennes à environ 18 km.
La terre est argilo-calcaire.

### Climat
Pour des articles plus généraux, voir Climat de l'Occitanie et Climat du Gard.
En 2010, le climat de la commune est de type climat méditerranéen franc, selon une étude s'appuyant sur une série de données couvrant la période 1971-2000. En 2020, Météo-France publie une typologie des climats de la France métropolitaine dans laquelle la commune est exposée à un climat méditerranéen et est dans la région climatique Provence, Languedoc-Roussillon, caractérisée par une pluviométrie faible en été, un très bon ensoleillement (2 600 h/an), un été chaud (21,5 °C), un air très sec en été, sec en toutes saisons, des vents forts (fréquence de 40 à 50 % de vents > 5 m/s) et peu de brouillards.
Pour la période 1971-2000, la température annuelle moyenne est de 13,7 °C, avec une amplitude thermique annuelle de 17,3 °C. Le cumul annuel moyen de précipitations est de 940 mm, avec 6,7 jours de précipitations en janvier et 3,2 jours en juillet. Pour la période 1991-2020, la température moyenne annuelle observée sur la station météorologique la plus proche, située sur la commune de Cardet à 5 km à vol d'oiseau, est de 14,6 °C et le cumul annuel moyen de précipitations est de 974,6 mm,. Pour l'avenir, les paramètres climatiques de la commune estimés pour 2050 selon différents scénarios d'émission de gaz à effet de serre sont consultables sur un site dédié publié par Météo-France en novembre 2022.

#### Catastrophes naturelles passées
- Tempête :
  - 6 au 10 novembre 1982.
- Inondations et coulées de boue :
  - 21 au 23 septembre 1992.
  - 22 au 25 septembre 1993.
  - 3 au 6 octobre 1995.
  - 13 au 15 octobre 1995.
  - 10 juin au 10 juillet 2001.
  - 6 au 7 octobre 2001.
  - 8 au 10 septembre 2002.
  - 6 au 7 septembre 2005.
  - 7 septembre 2010.
- Catastrophe naturelle sécheresse :
  - 1er juillet au 30 septembre 2016 arrêté publié le 01 nov 2017
  - 1er juillet au 30 septembre 2017, arrêté publié le 12 août 2018

### Voies de communication et transports

#### Axes routiers
Le village est situé sur une crête entourée de terres agricoles au carrefour de deux routes dont les tracés sont relativement anciens. La première (D 907), qui relie Nîmes à Anduze, suit de façon permanente cette crête entre Aigremont et Lézan : certains la nomment « ancienne route d'Anduze », d'autres le « grand chemin ». La deuxième (D 6110) est l'axe Alès - Sommières qui se prolonge vers Montpellier. Lédignan se situe à 25 km de l'entrée de Nîmes, environ 80 km de Montpellier et une quinzaine de km d'Anduze.

### Milieux naturels et biodiversité
Aucun espace naturel présentant un intérêt patrimonial n'est recensé sur la commune dans l'inventaire national du patrimoine naturel,,.

## Urbanisme

### Typologie
Au 1er janvier 2024, Lédignan est catégorisée bourg rural, selon la nouvelle grille communale de densité à sept niveaux définie par l'Insee en 2022.
Elle est située hors unité urbaine. Par ailleurs la commune fait partie de l'aire d'attraction de Nîmes, dont elle est une commune de la couronne,. Cette aire, qui regroupe 92 communes, est catégorisée dans les aires de 200 000 à moins de 700 000 habitants,.

### Occupation des sols
L'occupation des sols de la commune, telle qu'elle ressort de la base de données européenne d’occupation biophysique des sols Corine Land Cover (CLC), est marquée par l'importance des territoires agricoles (85,8 % en 2018), une proportion identique à celle de 1990 (85,8 %). La répartition détaillée en 2018 est la suivante : 
cultures permanentes (52,5 %), zones agricoles hétérogènes (29 %), zones urbanisées (10,2 %), prairies (4,3 %), milieux à végétation arbustive et/ou herbacée (4 %). L'évolution de l’occupation des sols de la commune et de ses infrastructures peut être observée sur les différentes représentations cartographiques du territoire : la carte de Cassini (XVIIIe siècle), la carte d'état-major (1820-1866) et les cartes ou photos aériennes de l'IGN pour la période actuelle (1950 à aujourd'hui).

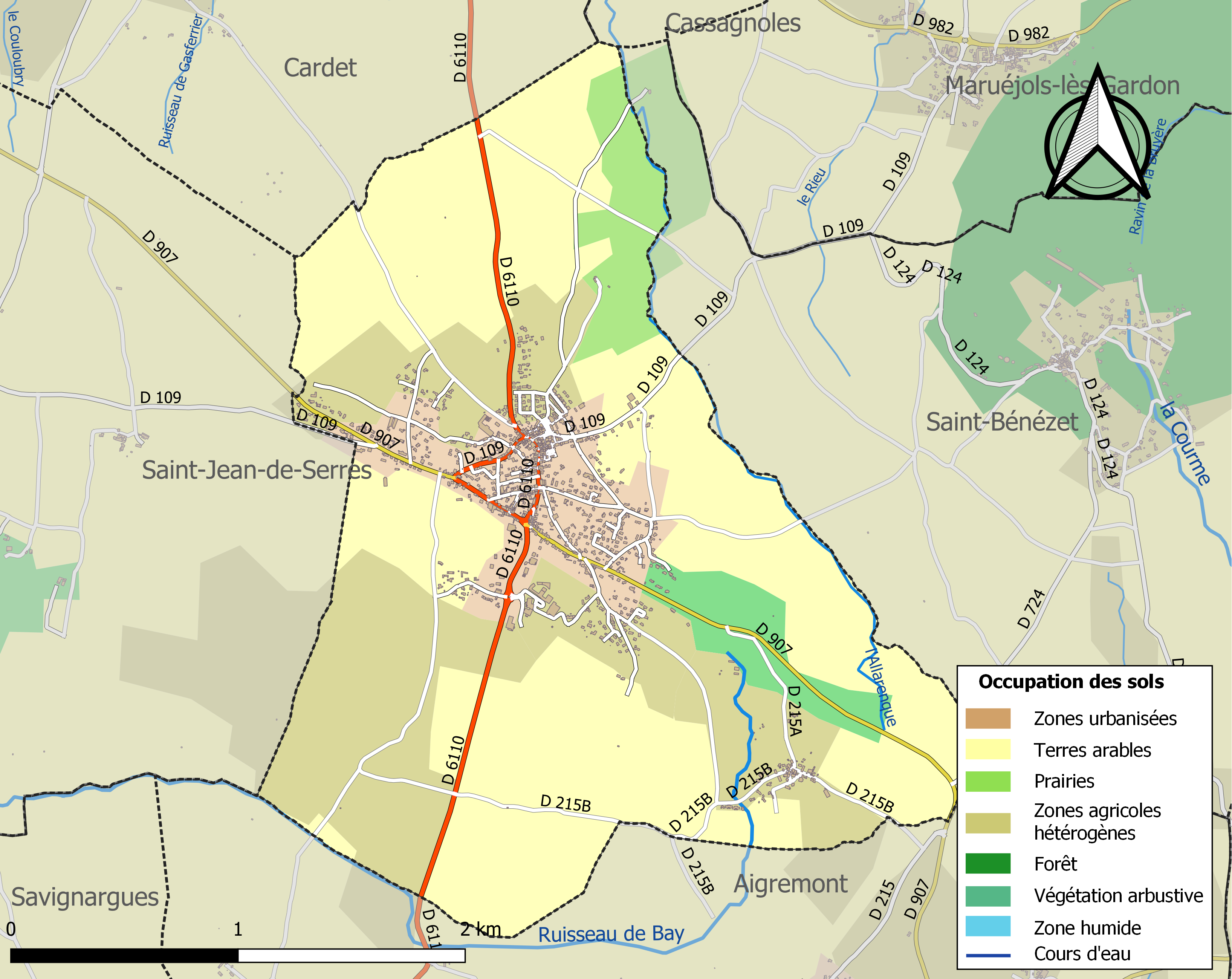
Carte des infrastructures et de l'occupation des sols de la commune en 2018 (CLC).

### Morphologie urbaine
Organisé autour d'un centre bourg dense, le village s'est progressivement étiré le long des différents axes routiers. La construction, au Sud du village, de l'ensemble scolaire (école primaire, collège), des équipements sportifs (stade et gymnase) et de la caserne des pompiers a sensiblement modifié la notion de cœur de village.

### Logement
| Nombre de Logements             | 631    | - | - |
| Part des résidences principales | 84,5 % | - | - |
| Part des résidences secondaires | 3,9 %  | - | - |
| Part des logements vacants      | 11,6 % | - | - |
| Part des propriétaires          | 64,6 % | - | - |
| Source : Insee                  |        |   |   |

### Projets d'aménagement
- Bibliothèque communale a été ouverte au public en 2016, elle est située au 3 place Georges Dumas, dans la cour de la mairie, partenaire de la Direction du Livre et de la Lecture du Conseil départemental du Gard, elle fait partie du réseau Lecture publique de la Communauté de communes du Piémont Cévenol.
- La commune s'agrandit avec la construction de lotissements résidentiels. Le lotissement l'Orée du Village se situe au Nord de la place Georges Dumas le long de la route d'Alès (RD 6110), il comporte 26 lots viabilisés. Le lotissement du Castagno se situe entre la montée du Castagno et la rue Guiraud, il comprend 9 lots. Le lotissement de l' Anduzette est situé au Nord, en haut de la montée du Castagno et comprend 5 lots.

### Risques majeurs
Le territoire de la commune de Lédignan est vulnérable à différents aléas naturels : météorologiques (tempête, orage, neige, grand froid, canicule ou sécheresse), inondations, feux de forêts et séisme (sismicité faible). Il est également exposé à un risque technologique,  le transport de matières dangereuses. Un site publié par le BRGM permet d'évaluer simplement et rapidement les risques d'un bien localisé soit par son adresse soit par le numéro de sa parcelle.

#### Risques naturels
Certaines parties du territoire communal sont susceptibles d’être affectées par le risque d’inondation par débordement de cours d'eau et par une crue torrentielle ou à montée rapide de cours d'eau, notamment le ruisseau de Bay. La commune a été reconnue en état de catastrophe naturelle au titre des dommages causés par les inondations et coulées de boue survenues en 1982, 1992, 1993, 1995, 2001, 2002, 2005, 2010 et 2014,.

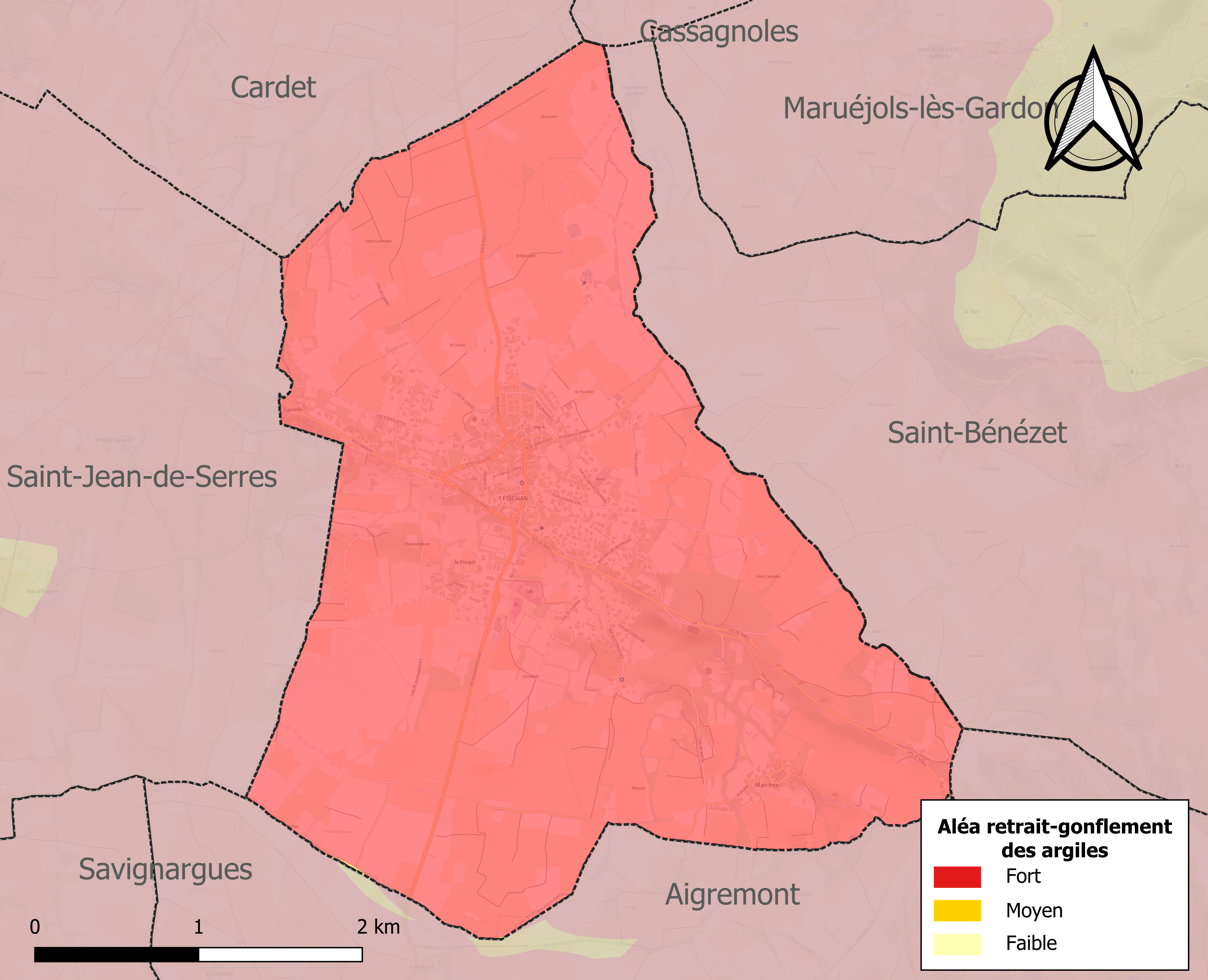
Carte des zones d'aléa retrait-gonflement des sols argileux de Lédignan.

Le retrait-gonflement des sols argileux est susceptible d'engendrer des dommages importants aux bâtiments en cas d’alternance de périodes de sécheresse et de pluie. La totalité de la commune est en aléa moyen ou fort (67,5 % au niveau départemental et 48,5 % au niveau national). Sur les 548 bâtiments dénombrés sur la commune en 2019, 548 sont en aléa moyen ou fort, soit 100 %, à comparer aux 90 % au niveau départemental et 54 % au niveau national. Une cartographie de l'exposition du territoire national au retrait gonflement des sols argileux est disponible sur le site du BRGM,.
Par ailleurs, afin de mieux appréhender le risque d’affaissement de terrain, l'inventaire national des cavités souterraines permet de localiser celles situées sur la commune.

#### Risques technologiques
Le risque de transport de matières dangereuses sur la commune est lié à sa traversée par des infrastructures routières ou ferroviaires importantes ou la présence d'une canalisation de transport d'hydrocarbures. Un accident se produisant sur de telles infrastructures est en effet susceptible d’avoir des effets graves au bâti ou aux personnes jusqu’à 350 m, selon la nature du matériau transporté. Des dispositions d’urbanisme peuvent être préconisées en conséquence.

## Toponymie
Provençal Ledignan, du roman Ladinhan, du bas latin Ladinanum, Ledinhanum, Ledinianum.

## Histoire

### Antiquité
Le territoire de l'actuelle commune est occupé par une garnison romaine. La découverte dans les années 1930 d'une plaque romaine dans le jardin d'une maison au centre du village témoigne de l'existence d'un oppidum.

### Moyen Âge
Au Moyen Âge, en raison de sa position géographique stratégique au carrefour des routes, sur un léger promontoire, Lédignan a statut de ville de foire et les marchands se succèdent aux abords de son château. Dès le XIIe siècle, la seigneurie de Lédignan fait partie des terres du domaine des Bermond, baron de Sauve. Sous le règne de Saint Louis, une partie des seigneuries de Bermond de Sauve furent confisquées et attachées au domaine royal. La juridiction de Lédignan est cédée en 1344 par le roi de France à Imbert Dauphin du Viennois, devenu comte d'Alès, dont Françoise était devenue la continuatrice par la mort de son mari François de Lorraine, duc de Joyeuse.
En 1530, la seigneurie de Lédignan fut acquise par Guillaume Desroys alias, Rey alias de Roys de Beaucaire, avec ses droits de justice. C'est de cette date que son hôtel de Beaucaire, qui lui venait de la famille d'Arlot sera nommé Hôtel de Lédignan. Les fonds notariaux des Archives du Gard possèdent la liste des emphytéotes des terres de Lédignan qui relevaient du seigneur du lieu. Après Guillaume qui sera le premier seigneur de Lédignan, 4 degrés directs se succédèrent comme seigneur de Lédignan, et propriétaire du château : Jean, Guillaume, Marc Antoine et le dernier seigneur de Lédignan, aîné de cette famille, Jacques de Roys de Lédignan de la Roche Saint Angel. La seigneurie de Lédignan se trouve indivise entre les Rochemore d'Aigremont et les représentants des autres branches beaucairoises de la famille de Roys, qui continuent à en porter le nom jusqu'à ce jour. L'un d'eux mort pour la France au camp d'extermination d'Ellrich-Buchenwald sera fait, avec sa femme, Juste parmi les nations.

### Époque moderne
En 1620, Lédignan obtient de Louis XIII le droit de faire 3 foires : le 10 août pour la Saint-Laurent, le 21 novembre et le lundi saint. Les foires se tiennent sur un champ de mûriers, les habitants pratiquant à cette époque l'élevage du ver à soie. Dans cette foire se vendent essentiellement des animaux, des porcs et des bœufs entre autres. Elle est communément appelée marché aux bestiaux ou marché aux bœufs. En 1629, la paix d'Alès entre catholiques et Huguenots est signée à Lédignan, dans le temple protestant du village. Guillaume de Rochemore Baron d'Aigremont et son beau-frère Guillaume de Roys de Lédignan, font partie de la suite du cardinal de Richelieu.
En 1776, le peuple de Lézan arrête les forains en route pour la foire de Lédignan, leur proposant de faire la foire de Lézan moins chère que celle de Lédignan. De nombreux forains acceptent. Les consuls de Lédignan déposent alors plainte au sénéchal de Nîmes, demandant trois mille livres de dédommagement.
À la veille de la Révolution, le château et ses dépendances sont loués à l'armée.

### Époque contemporaine
En 1881, la législation scolaire rendant l'enseignement primaire obligatoire, gratuit et laïque, est promulguée. L'école communale publique de Lédignan ouvre en 1885. On y lit sur son fronton "ECOLES COMMUNALES - 1885 - RF". Les filles sont alors à droite du bâtiment, les garçons à gauche, et les logements des instituteurs à l'étage. La cour également est séparée par un mur.
En 1939, la fête de Lédignan donne lieu, pour la première fois, à un défilé de char. Les gendarmes, les pompiers et la mule corbillard sont présents.
Durant la seconde guerre mondiale à partir de novembre 1942, le village passe sous contrôle allemand. Il devient cependant un appui pour les résistants du maquis de Saint-Jean-du-Gard, quelques-uns de ses habitants ayant même caché des Juifs malgré la présence de la Wehrmacht. Quatre d'entre eux seront, par la suite, nommés Juste parmi les nations. Au retrait des troupes allemandes, Lédignan est épargné grâce aux résistants et les troupes allemandes passent par le village d'Aigremont.
Le professeur Georges Dumas médecin psychiatre, membre de l'Académie des sciences morales et politiques et de l'Académie nationale de médecine, séjournait chaque été à Lédignan dans la maison où il est né en 1866 et mort en 1946. Une rue et une place du village portent son nom.
Le 29 mai 1985, un bus scolaire britannique de Sant-Alban est victime d'un accident de la route sur la route de Montpellier entre Lédignan et Aigremont. Le chauffeur meurt d'une hémorragie cérébrale. Au total, il y a 6 victimes dont 4 adolescents, le professeur et le chauffeur.

## Politique et administration

### Liste des maires
| Période                                  | Période  | Identité                    | Étiquette | Qualité                    |
| ---------------------------------------- | -------- | --------------------------- | --------- | -------------------------- |
| 1925                                     | 1940     | Auguste Béchard             | PCF       | Député du Gard (1936-1940) |
| 2001                                     | 2002     | Gérard Soustelle            |           |                            |
| 2002                                     | 2009     | Marie-Line Tamagna-Monjiols | UMP       | Clerc de notaire           |
| 2010                                     | 2014     | Grégoire Diamantidis        | SE        | Général armée de l'air     |
| 2014                                     | En cours | Bernard Cauvin              | SE        | retraité                   |
| Les données manquantes sont à compléter. |          |                             |           |                            |

## Population et société

### Démographie
L'évolution du nombre d'habitants est connue à travers les recensements de la population effectués dans la commune depuis 1793. Pour les communes de moins de 10 000 habitants, une enquête de recensement portant sur toute la population est réalisée tous les cinq ans, les populations de référence des années intermédiaires étant quant à elles estimées par interpolation ou extrapolation. Pour la commune, le premier recensement exhaustif entrant dans le cadre du nouveau dispositif a été réalisé en 2005.

En 2022, la commune comptait 1 520 habitants, en évolution de +5,63 % par rapport à 2016 (Gard : +2,97 %, France hors Mayotte : +2,11 %).
| 1793 | 1800 | 1806 | 1821 | 1831 | 1836 | 1841 | 1846 | 1851 |
| ---- | ---- | ---- | ---- | ---- | ---- | ---- | ---- | ---- |
| 622  | 678  | 661  | 655  | 735  | 694  | 698  | 722  | 731  |

| 1856 | 1861 | 1866 | 1872 | 1876 | 1881 | 1886 | 1891 | 1896 |
| ---- | ---- | ---- | ---- | ---- | ---- | ---- | ---- | ---- |
| 697  | 701  | 655  | 685  | 655  | 624  | 638  | 606  | 682  |

| 1901 | 1906 | 1911 | 1921 | 1926 | 1931 | 1936 | 1946 | 1954 |
| ---- | ---- | ---- | ---- | ---- | ---- | ---- | ---- | ---- |
| 754  | 788  | 804  | 731  | 750  | 780  | 755  | 777  | 782  |

| 1962 | 1968 | 1975 | 1982 | 1990 | 1999 | 2005  | 2006  | 2010  |
| ---- | ---- | ---- | ---- | ---- | ---- | ----- | ----- | ----- |
| 770  | 752  | 812  | 815  | 850  | 995  | 1 183 | 1 236 | 1 417 |

| 2015  | 2020  | 2022  | - | - | - | - | - | - |
| ----- | ----- | ----- | - | - | - | - | - | - |
| 1 430 | 1 491 | 1 520 | - | - | - | - | - | - |

### Enseignement
- École primaire et maternelle ouverte en 2009.
- Collège ouvert en 2005.

### Santé
- Centre de secours ouvert en 2007.

cabinets médicaux, (2),
Dentistes (3),
Kinésithérapeutes (2),
Infirmières,
Ostéopathes,
Pharmacie,
Opticien,
EHPAD (Maison de retraite),

### Manifestations culturelles et festivités
Lédignan connait l'influence de la tradition camarguaise, la commune a pour habitude de célébrer son saint patron, saint Laurent, à travers sa fête votive (fête religieuse devenue civile) qui se déroule autour du 10 août.

### Sports
La commune compte deux stades (le stade Éric-Laffont et le stade du collège) un gymnase ainsi qu'un City Stade, installation multisports.

## Économie

### Revenus
En 2018  (données Insee publiées en septembre 2021), la commune compte 629 ménages fiscaux, regroupant 1 520 personnes. La médiane du revenu disponible par unité de consommation est de 18 920 € (20 020 € dans le département).

### Emploi
|                | 2008   | 2013 | 2018   |
| -------------- | ------ | ---- | ------ |
| Commune        | 11,3 % | 16 % | 11,9 % |
| Département    | 10,6 % | 12 % | 12 %   |
| France entière | 8,3 %  | 10 % | 10 %   |

En 2018, la population âgée de 15 à 64 ans s'élève à 813 personnes, parmi lesquelles on compte 73,9 % d'actifs (62 % ayant un emploi et 11,9 % de chômeurs) et 26,1 % d'inactifs,. En  2018, le taux de chômage communal (au sens du recensement) des 15-64 ans est inférieur à celui du département, mais supérieur à celui de la France, alors qu'en 2008 il était supérieur à celui du département.
La commune fait partie de la couronne de l'aire d'attraction de Nîmes, du fait qu'au moins 15 % des actifs travaillent dans le pôle,. Elle compte 417 emplois en 2018, contre 445 en 2013 et 417 en 2008. Le nombre d'actifs ayant un emploi résidant dans la commune est de 525, soit un indicateur de concentration d'emploi de 79,3 % et un taux d'activité parmi les 15 ans ou plus de 52,2 %.
Sur ces 525 actifs de 15 ans ou plus ayant un emploi, 129 travaillent dans la commune, soit 25 % des habitants. Pour se rendre au travail, 85,7 % des habitants utilisent un véhicule personnel ou de fonction à quatre roues, 0,8 % les transports en commun, 5,7 % s'y rendent en deux-roues, à vélo ou à pied et 7,9 % n'ont pas besoin de transport (travail au domicile).

### Activités hors agriculture

#### Secteurs d'activités
124 établissements sont implantés  à Lédignan au 31 décembre 2019. Le tableau ci-dessous en détaille le nombre par secteur d'activité et compare les ratios avec ceux du département,.
| Secteur d'activité                                                                                        | Commune | Commune | Département |
| Secteur d'activité                                                                                        | Nombre  | %       | %           |
| --- | ------- | ------- | ----------- |
| Ensemble                                                                                                  | 124     | 100 %   | (100 %)     |
| Industrie manufacturière, industries extractives et autres                                                | 9       | 7,3 %   | (7,9 %)     |
| Construction                                                                                              | 30      | 24,2 %  | (15,5 %)    |
| Commerce de gros et de détail, transports, hébergement et restauration                                    | 39      | 31,5 %  | (30 %)      |
| Information et communication                                                                              | 2       | 1,6 %   | (2,2 %)     |
| Activités financières et d'assurance                                                                      | 1       | 0,8 %   | (3 %)       |
| Activités immobilières                                                                                    | 3       | 2,4 %   | (4,1 %)     |
| Activités spécialisées, scientifiques et techniques et activités de services administratifs et de soutien | 13      | 10,5 %  | (14,9 %)    |
| Administration publique, enseignement, santé humaine et action sociale                                    | 17      | 13,7 %  | (13,5 %)    |
| Autres activités de services                                                                              | 10      | 8,1 %   | (8,8 %)     |

Le secteur du commerce de gros et de détail, des transports, de l'hébergement et de la restauration est prépondérant sur la commune puisqu'il représente 31,5 % du nombre total d'établissements de la commune (39 sur les 124 entreprises implantées  à Lédignan), contre 30 % au niveau départemental.

#### Entreprises et commerces
Les trois entreprises ayant leur siège social sur le territoire communal qui génèrent le plus de chiffre d'affaires en 2020 sont : 
- Mulero Et Fils, construction de réseaux pour fluides (3 013 k€)
- Station Ledignan, commerce de détail de carburants en magasin spécialisé (553 k€)
- Heliotrope PV - Hpv+, production d'électricité (9 k€).

### Agriculture
La commune est dans les Garrigues, une petite région agricole occupant le centre du département du Gard. En 2020, l'orientation technico-économique de l'agriculture  sur la commune est la viticulture. 
|               | 1988 | 2000 | 2010 | 2020 |
| ------------- | ---- | ---- | ---- | ---- |
| Exploitations | 56   | 40   | 27   | 20   |
| SAU (ha)      | 619  | 472  | 432  | 411  |

Le nombre d'exploitations agricoles en activité et ayant leur siège dans la commune est passé de 56 lors du recensement agricole de 1988  à 40 en 2000 puis à 27 en 2010 et enfin à 20 en 2020, soit une baisse de 64 % en 32 ans. Le même mouvement est observé à l'échelle du département qui a perdu pendant cette période 61 % de ses exploitations,. La surface agricole utilisée sur la commune a également diminué, passant de 619 ha en 1988 à 411 ha en 2020. Parallèlement la surface agricole utilisée moyenne par exploitation a augmenté, passant de 11 à 21 ha.

## Culture locale et patrimoine

### Édifices civils
- Ancienne école communale de 1885 aux abords de l'ancien emplacement du vieux château aujourd'hui disparu. Ce bâtiment a été réhabilité, il est l'actuelle mairie et héberge la bibliothèque communale.

### Édifices religieux
- Temple protestant, ancienne église cédée aux protestants à la Révolution, surmonté d'un classique campanile pyramidal.
- Église Saint-Laurent datant de la fin du XIXe siècle.
- Salle de prière musulmane associative.

### Patrimoine culturel
- Musée privé, ayant une riche collection d'outils et d'objets des guerres et du XXe siècle.

### Patrimoine environnemental
Juchée sur un promontoire établissant la limite des bassins versants du Vidourle et des Gardons, la commune dispose d'une vue panoramique sur le piémont cévenol à la sortie du village en direction d'Anduze.

### Personnalités liées à la commune
- Auguste Béchard (1883-1965), homme politique, maire de Lédignan
- Georges Dumas (1866-1946), médecin et psychologue, né et mort à Lédignan.
- Roger Chabalier, une place porte son nom.
- Daniel Rouveyran (3 septembre 1939 - 1er juillet 1973), pilote automobile
- Nabil El Zhar (27 août 1986), joueur de Football
- Roubaud Lucienne, épouse Miolan, Juste parmi les Nations,
- Miolan Ismaël, Juste parmi les Nations,
- Balmer Esther, épouse Muller, Juste parmi les Nations,
- Muller Roger, Juste parmi les Nations.

## Héraldique
| Blason de Lédignan | Blason  | De gueules au soleil d'or, au chef cousu de sinople chargé d'une colombe essorante d'argent accostée de deux croisettes du même. |
| Blason de Lédignan | Détails | Le statut officiel du blason reste à déterminer.                                                                                 |